# Lepidodactylus intermedius
Lepidodactylus intermedius este o specie de șopârle din genul Lepidodactylus, familia Gekkonidae, descrisă de Darevsky 1964. Conform Catalogue of Life specia Lepidodactylus intermedius nu are subspecii cunoscute.